# La fenice sulla lama
La fenice sulla lama è un racconto fantasy scritto da Robert Ervin Howard e pubblicato nel 1932 sulla rivista Weird Tales, facente parte del ciclo delle avventure di Conan il cimmero. Inizialmente il protagonista del racconto era Kull di Valusia, ma dopo che l'editore aveva rifiutato di pubblicarlo Howard lo aveva completamente riscritto con Conan come nuovo protagonista.

## Trama
Conan è divenuto re di Aquilonia, dopo avere liberato la popolazione dal perfido re Numedide. Un complotto minaccia il sovrano: il perfido Ascalante trama nell'ombra per uccidere Conan usando un gruppo di uomini potenti e influenti, come il conte Volmana, il capitano della Legione Nera Gromel, il barone di Attalus Dione e il menestrello Rinaldo, che con le sue poesie infama il re e convince il popolo muovendo false accuse contro Conan.
In questo caotico scenario d'intrighi emerge anche l'oscuro mago Thoth-Amon, tenuto prigioniero da Ascalante, che però riesce a liberarsi e ad acquistare di nuovo i suoi poteri di stregone. Così evoca un demone dagli inferi e lo aizza contro Ascalante e i suoi uomini, ordinandogli però di uccidere chiunque si trovi con loro.
Quella stessa notte Conan ha un incubo, dove un vecchio saggio gli rende magica la sua spada imprimendola di un simbolo arcano, una fenice. Quando Conan si risveglia trova davvero il simbolo sulla lama, circondato da Ascalante e i suoi che vogliono ucciderlo. Conan riesce a sconfiggerli, ma proprio in quel momento giunge il demone di Thoth-Amon, che uccide Ascalante e vorrebbe uccidere anche Conan ma il barbaro riesce ad avere la meglio, grazie alla spada incantata donatagli dal vecchio.